# Lengua-I y lengua-E
En lingüística, lengua-I y lengua-E son dos conceptos usados en lingüística generativa para distinguir dos aspectos diferentes de las lenguas naturales.
El concepto fue propuesto por Noam Chomsky en 1986, y refleja una distinción similar a la distinción entre competencia lingüística y actuación lingüística a la propuesta por el mismo autor:
- La I-lengua se refiere debe su nombre a "lengua interna" o interiorizada y contrasta con el concepto de E-lengua ("lengua exterior"). Técnicamente la I-lengua se refiere a la representación mental o conocimiento lingüístico inconsciente que un hablante tiene de su lengua y por tanto es un objeto mental. De acuerdo con el enfoque chomskyano la I-lengua es el principal objeto de estudio propia de teoría lingüística. El hecho de que I-lengua sea una realidad mental, es lo justifica la propuesta chomskyana de que la lingüística teórica es de hecho una rama de la psicología y la ciencia cognitiva.
- La E-lengua abarca los aspectos de lengua relacionadas con su uso social, los hábitos sociolingüísticos y aspectos externos del uso de las lengua en comunidades humanas. Para Chomsky la E-lengua no es un objeto coherente bien definido[2] y Chomsky argumenta que esos aspectos del lengua no son útiles para el estudio de las intuiciones innatas de los hablantes o competencia lingüística, y por tanto propiamente su estudio no es objeto de la lingüística, sino probablemente a otras ciencias sociales.

De acuerdo con Chomsky y otros generativistas, muchos aspectos relacionados con las lenguas tratados por lingüistas anteriores a Chomsky y por escuelas diferentes del generativismo, no forman parte del núcleo de la lingüística teórica y de hecho no tienen un interés específicamente lingüístico. Este planteamiento ha sido ampliamente contestado por personas que estudian las lenguas desde otros enfoques y es por ejemplo uno de los puntos más discutidos por el funcionalismo.